# L'ussaro fantasma
L'ussaro fantasma (Moineaux de Paris) è un film del 1953 diretto da Maurice Cloche.